# Doliolina sigmoiodes
Doliolina sigmoiodes är en ryggsträngsdjursart som beskrevs av Walter Garstang 1933. Doliolina sigmoiodes ingår i släktet Doliolina och familjen tunnsalper.
Artens utbredningsområde är Indiska oceanen. Inga underarter finns listade i Catalogue of Life.